# Монтегальделла
Монтегальделла, Монтеґальделла (італ. Montegaldella, вен. Montegaldeła) — муніципалітет в Італії, у регіоні Венето, провінція Віченца.
Монтегальделла розташована на відстані близько 400 км на північ від Рима, 55 км на захід від Венеції, 16 км на південний схід від Віченци.
Населення — 1809 осіб (2014).

## Демографія
Населення за роками:

Станом на 1 січня 2023 року в муніципалітеті офіційно проживало 112 іноземців з 19 країн, серед них 24 громадяни країн Євросоюзу.

## Сусідні муніципалітети
- Кастеньєро
- Черварезе-Санта-Кроче
- Лонгаре
- Монтегальда
- Нанто
- Роволон